# Ildar Chajroellin

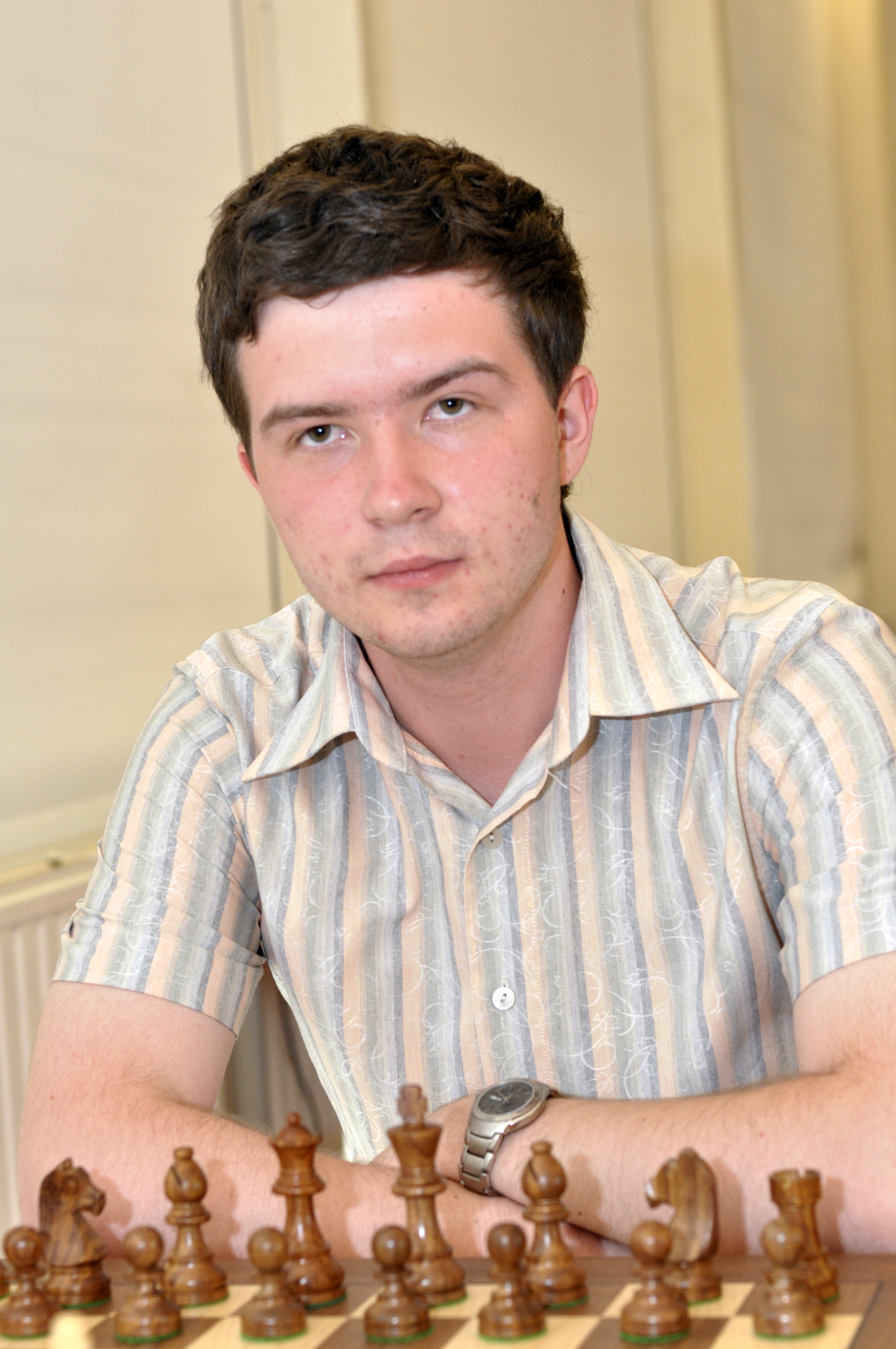
Ildar Chajroellin, Vlissingen 2009

Ildar Amirovitsj Chajroellin (Russisch: Ильдар Амирович Хайруллин) (Perm, 22 augustus 1990) is een Russische schaker met een FIDE-rating van 2557 in 2005 en 2629 in 2016.  Hij is sinds 2007 een grootmeester.  
Op 6-jarige leeftijd leerde hij schaken. Zijn eerste schaakcoach was Valeri Poegatsjevski. Als 8-jarige werd hij kandidaat-meester en als 14-jarige internationaal meester (IM). Na zijn schoolperiode studeerde hij aan de Saratov State Social-Economic University, en vervolgens aan de State University of Economics and Finance in Sint-Petersburg.  
Hij won het Russische kampioenschap voor jeugd tot 10 jaar  (Serpoechov, 2000), voor jeugd tot 12 jaar (Dagomys, 2002) en voor jeugd tot 14 jaar (Dagomys, 2003). In 2004 won Chajroellin in Heraklion het wereldkampioenschap voor jeugd tot 14 jaar, in 2005 voor jeugd tot 18 jaar (Belfort, Frankrijk). In 2005 eindigde hij als tweede, na Sergej Karjakin in het "Young Stars of the World"-toernooi dat werd gehouden in Kirishi, Rusland.
In oktober 2005 werd in Sint-Petersburg het Chigorin memorial verspeeld dat door Roman Ovetsjkin met 7 uit 9 gewonnen werd. Chajroellin eindigde met 6.5 punt op een gedeelde derde plaats. 
In 2003 en 2009 won hij het kampioenschap van het  Federaal District Wolga. In 2006 werd hij gedeeld 5e bij het schaakkampioenschap van Rusland, met  Sergei Rublevsky en Jevgeni Tomasjevski.
In 2007 ontving hij van FIDE de titel 'grootmeester'.  
Hij werd gedeeld  11e bij het  Moskou Open 2008, gedeeld 3e bij het Hogeschool Zeeland Open in 2009 en gedeeld 2e bij het  Capablanca Memorial Toernooi (Premier) in Havana in 2010. Hij won in 2010 het kampioenschap van de stad  Sint-Petersburg. 
Bij het Europees kampioenschap schaken  in 2011 eindigde hij op een 17e  plaats. In de eerste ronde van het toernooi om de wereldbeker schaken in 2011, werd hij uitgeschakeld door  Ni Hua. 
In 2012 werd hij gedeeld eerste op het Botvinnik Memorial in Sint-Petersburg, samen met  Vadim Zvjaginsev, Aleksandr Aresjtsjenko,  Valeri Popov, Boris Kharchenko, Jevgeni Romanov, Maxim Matlakov en Ernesto Inarkiev.
In 2013 werd hij gedeeld eerste op het Chigorin Memorial in Sint-Petersburg.
Chajroellin werd in 2014 gedeeld 5e op het Moskou Open (6.5 pt. uit 9) en gedeeld 12e op het kampioenschap van Rusland (5 pt. uit 9). 
Hij speelde bij de volgende schaakclubs: Russia's Economist SGSEU-1 (Saratov), Chigorin Chess Club en FINEC (beide in Sint-Petersburg) en SV Wiesbaden in Duitsland. Met het team van de Schaakfederatie van  Sint-Petersburg won hij in 2011 de Europese kampioenschappen voor schaakclubs in Rogaska Slatina (4.5 pt. uit 6). 